# Ludovico Bonito
Ludovico Bonito (Agrigento, cerca de 1350 – Rimini, 18 de setembro de 1413) foi um cardeal siciliano da Igreja Católica, que foi arcebispo de Taranto.

## Biografia
De uma família nobre de Amalfi que se mudou para a Sicília no final do século XIII, não se sabe onde concluiu seus estudos que, segundo algumas fontes, concluiu com a obtenção de um diploma em utroque iure.
Foi eleito pelo capítulo de Palermo, entre 1385 e 1386, pelo menos antes de 28 de março de 1386, arcebispo daquela arquidiocese, e em 1 de junho de 1387, o Papa Urbano VI lhe conferiu o pálio.
Celebrou o segundo concílio provincial em 1388, mas foi expulso de sua sé pelo rei Martim I da Sicília, em 1392. Acabou sendo transferido para a Arquidiocese de Bar em 1395, mas neste mesmo ano, acabou transferido para a sé metropolitana de Tessalônica, sendo confirmado em 22 de maio de 1396. Depois, foi transferido para a sé de Bérgamo, mantendo sua dignidade arquiepiscopal, em 5 de setembro de 1399. No ano seguinte, em 18 de julho, foi transferido para a Arquidiocese de Pisa, sendo confirmado em 15 de novembro do mesmo ano. Por fim, acaba sendo transferido para a Arquidiocese de Taranto, no final de 1406 ou antes de 28 de maio de 1407, fazendo sua entrada solene em 29 de julho de 1407. Legado perante o rei Ladislau de Nápoles; ele foi promovido ao cardinalato durante sua legação.
Foi criado cardeal pelo Papa Gregório XII no Consistório em 19 de setembro de 1408, recebendo o título de cardeal-presbítero de Santa Maria em Trastevere.
Muito leal ao papa, mesmo depois de sua deposição pelo Concílio de Pisa em junho de 1409, ele o seguiu em 1409 para Friuli, onde Gregório XII havia convocado um concílio em Cividale, e, após sua fuga daquela cidade, para Gaeta e, em seguida, em 1412, para Rimini, quando renunciou ao governo pastoral de Taranto. Morreu nessa cidade em 18 de setembro de 1413, de violenta febbre.